# Ліонель Паларет
Ліонель Чарльз Гемілтон Паларет (англ. Lionel Charles Hamilton Palairet; 27 травня 1870 — 27 березня 1933) — англійський гравець-аматор у крікет, грав за команду Сомерсет та за Оксфордський університет. Витончений бетсмен-правша був двічі обраний для пробної гри в крікет за Англію у 1902. Сучасники стверджують, що Паларет мав один із найбільш привабливих стилів подачі того часу. Некролог газети «The Times» описував його як «найбільш чудового бетсмена усіх часів».[1]
Паларет навчався в Рептонській школі та був у складі шкільної команди з крікету протягом чотирьох років(капітаном останні два роки перед вступом до Оріельського коледжу, Оксфорд). Він досягав крікетового Синього звання кожного року протягом чотирьох років навчання в Оксфорді і капітанував у 1892 та 1893. Для Сомерсету він часто відкривав подачі з Гербі Геветом. У 1892, вони розділили співпрацю з 346 для першого турнікету, відкриття якого встановило рекорд для чемпіонства і залишає Сомерсетське партнерство першим та найвищим.[a]
В тому сезоні Паларет був названим Вісденом одним з «П'яти бетсменів року».За наступне десятиліття він був одним з провідних аматорів-бетсменів в Англії. Він склав тисячу першокласних пробігів за сезон. Його найвищий рахунок 292 пробіги проти Гампшайра у 1895, встановив рекорд для Сомерсетського бетсмена до 1948. Його єдиний тест матчів був четвертий та п'ятий тести проти Австралії в 1902 році. Австралія виграла четверте випробування трьома забігами і Англія виграла одним турнікетом. Після 1904 він не часто грав за Сомерсет, хоча він грав цілий сезон в 1907,коли він був обраним капітаном в окрузі. Пішов він з першокласного крікету в 1909, коли його рахунок начисляв близько 15000 забігів.